# Andrzej Skupiński
Andrzej Skupiński, né le 12 février 1952 à Chorzów et mort le 19 décembre 2018, est un acteur polonais.

## Biographie
Il est diplômé du premier lycée. Juliusz Słowackiego à Chorzów, puis il a étudié la philologie polonaise à la Haute école de l'enseignement supérieur de l'Université de Silésie à Katowice - succursale de Cieszyn.
Dans les années 1974-1977 et 1980-1993, il a enseigné le polonais dans les écoles élémentaires, puis (1993-1995) il a été journaliste au quotidien Dziennik Śląski. Entre-temps, il a dirigé le club d'étudiants de l'Université de Silésie à Katowice (1977-1978) et a été bibliothécaire au Centre for Building Culture de Katowice (1978-1980).
En 1988, il a été accepté comme membre de l'Union des auteurs et compositeurs polonais - ZAKR (section littéraire).
Il a été impliqué dans des activités artistiques sur scène (cabaret, récitals, mise en scène et réalisation d'événements scéniques de l'auteur). Il écrivit des textes artistiques pour les besoins de la scène et du film, il traduisit les textes des classiques de la scène américaine (swing & musical), ainsi que de la musique populaire française, allemande et russe en polonais et en silésien. Il a également consulté des thèses de diplôme (licence, maîtrise) issues de sciences humaines largement comprises (philologie polonaise, musicologie, histoire de l'art, pédagogie générale, sociologie de la culture).

## Filmographie
- Grzeszny żywot Franciszka Buły de Janusz Kidawa (1980)
- Anna i wampir de Janusz Kidawa (1981)
- Komedianci z wczorajszej ulicy de Janusz Kidawa (1986)
- Angelus de Lech Majewski (2001)
- Benek de Robert Gliński (2006)
- Kant-Pol d'Eugeniusz Kluczniok (2006)
- Wesołych świąt de Tomasz Jurkiewicz (2008)
- Byzuch, d'Eugeniusz Kluczniok